# Peter Klančar
Peter Klančar, slovenski nogometaš, * 14. november 1985.
Klančar je profesionalni nogometaš, ki igra na položaju branilca ali vezista. Od leta 2024 je član slovenskega kluba Litija. Pred tem je igral za slovenske klube Factor oz. Interblock, Rudar Velenje, Krka, Ivančna Gorica in Rudar Trbovlje, švedski Jönköpings Södra, islandski Selfoss ter avstrijska Sele/Zell in Nußdorf/Debant. Skupno je v prvi slovenski ligi odigral 25 tekem.